# New Albany (Kansas)
New Albany és una població dels Estats Units a l'estat de Kansas. Segons el cens del 2000 tenia 73 habitants.

## Demografia
Segons el cens del 2000, New Albany tenia 73 habitants, 30 habitatges, i 23 famílies. La densitat de població era de 122,5 habitants/km².
Dels 30 habitatges en un 23,3% hi vivien nens de menys de 18 anys, en un 70% hi vivien parelles casades, en un 6,7% dones solteres, i en un 23,3% no eren unitats familiars. En el 20% dels habitatges hi vivien persones soles el 10% de les quals corresponia a persones de 65 anys o més que vivien soles. El nombre mitjà de persones vivint en cada habitatge era de 2,43 i el nombre mitjà de persones que vivien en cada família era de 2,74.
Per edats la població es repartia de la següent manera: un 17,8% tenia menys de 18 anys, un 6,8% entre 18 i 24, un 17,8% entre 25 i 44, un 38,4% de 45 a 60 i un 19,2% 65 anys o més.
L'edat mediana era de 48 anys. Per cada 100 dones de 18 o més anys hi havia 87,5 homes.
La renda mediana per habitatge era de 23.125 $ i la renda mediana per família de 27.500 $. Els homes tenien una renda mediana de 18.125 $ mentre que les dones 12.188 $. La renda per capita de la població era de 8.622 $. Entorn del 16,7% de les famílies i el 25% de la població estaven per davall del llindar de pobresa.

## Poblacions més properes
El següent diagrama mostra les poblacions més properes.